# Lumen
Lumenul (lm) este unitatea de măsură a fluxului luminos, egală cu fluxul emis de o sursă punctiformă și izotropă cu intensitatea de o candelă într-un unghi solid de un steradian.
Lumenul (simbol:lm) este unitatea de măsură SI derivată a fluxului luminos, o măsură a cantității totale de lumină vizibilă emisă de o sursă. Fluxul luminos diferă de putere (flux radiant) prin faptul că măsurarea fluxului luminos indică senzitivitatea variabilă a ochiului uman la diferite lungimi de undă ale luminii, în timp ce măsurătorile asupra fluxului radiant indică puterea totală a luminii emise, independent de capabilitatea ochiului de a o percepe.
Lumenul este definit ca: 1 lm = 1 cd•sr.
Unghiul solid al sferei are 4•π steradiani, deci o sursă luminoasă care radiază uniform o candelă în toate direcțiile are un flux luminos total de: 1 cd•4π sr = 4π ≈ 12.57 lumeni.

## Exemple
Fluxul luminos al unei surse incandescente de 100 W este de 1000 lm, iar al unei surse tip halogen metalic de 70 W este de 6900 lm.

## Iluminat
Lămpile utilizate pentru iluminat sunt etichetate în mod obișnuit cu puterea lor de lumină în lumeni; în multe jurisdicții, acest lucru este impus de lege.
O lampă fluorescentă compactă în spirală de 23 W emite aproximativ 1.400–1.600 lm. Multe lămpi fluorescente compacte și alte surse alternative de lumină sunt etichetate ca fiind echivalente cu un bec incandescent cu o putere specifică. Mai jos este un tabel care arată fluxul luminos tipic pentru becurile incandescente obișnuite și echivalentele acestora.
| Putere minimă de lumină (lumeni) | Consumul de energie electrică (w) | Consumul de energie electrică (w) | Consumul de energie electrică (w) |
| Putere minimă de lumină (lumeni) | Incandescent (non-halogen)        | Fluorescent compact               | LED                               |
| -------------------------------- | --------------------------------- | --------------------------------- | --------------------------------- |
| 200                              | 25                                | 3-5                               | 3                                 |
| 450                              | 40                                | 9–11                              | 5–8                               |
| 800                              | 60                                | 13–15                             | 8–12                              |
| 1,100                            | 75                                | 18–20                             | 10–16                             |
| 1,600                            | 100                               | 24–28                             | 14–17                             |
| 2,400                            | 150                               | 30–52                             | 24-30                             |
| 3,100                            | 200                               | 49–75                             | 32                                |
| 4,000                            | 300                               | 75–100                            | 40.5                              |

La 1 septembrie 2010, a intrat în vigoare legislația Uniunii Europene care prevede că echipamentele de iluminat trebuie să fie etichetate în principal din punct de vedere al fluxului luminos (lm), în locul energiei electrice (W). Această modificare este rezultatul Directivei europene de proiectare ecologică a produselor consumatoare de energie (EuP). De exemplu, conform standardului Uniunii Europene, un bec eficient din punct de vedere energetic care se pretinde a fi echivalentul unui bec de wolfram de 60 W trebuie să aibă o putere de lumină minimă de 700–750 lm.